# Felix Engelhardt
Felix Engelhardt (Ulma, 19 agosto 2000) è un ciclista su strada tedesco che corre per il Team Jayco AlUla. Nel 2022 ha vinto il titolo europeo in linea Under-23.

## Palmarès
- 2022 (Tirol KTM Cycling Team, una vittoria)

Campionati europei, Prova in linea Under-23
- 2023 (Team Jayco AlUla, due vittorie)

Per sempre Alfredo
1ª tappa Vuelta a Castilla y León (Soria > Soria)
- 2024 (Team Jayco AlUla, una vittoria)

5ª tappa Okolo Slovenska (Liptovský Mikuláš > Štrbské Pleso)

### Altri successi
- 2021 (Tirol KTM Cycling Team)

Classifica giovani Oberösterreichrundfahrt
Classifica sprint intermedi Tour of the Alps
- 2022 (Tirol KTM Cycling Team)

5ª tappa Tour de l'Avenir (Gueugnon > Saint Vallier, cronosquadre)
- 2023 (Team Jayco AlUla)

Classifica a punti Vuelta a Castilla y León
- 2024 (Team Jayco AlUla)

LIZ600
1ª tappa Okolo Slovenska (Dunajská Streda, cronosquadre)

## Piazzamenti

### Grandi Giri
- Giro d'Italia

2025: 82º
- Vuelta a España

2023: 70º
2024: 103º

### Classiche monumento
- Milano-Sanremo

2025: 153°

### Competizioni mondiali
- Campionati del mondo

Bergen 2017 - In linea Junior: 86º
Innsbruck 2018 - In linea Junior: 38º
Wollongong 2022 - In linea Under-23: 69º

### Competizioni europee
- Campionati europei

Herning 2017 - Cronometro Junior: 29º
Herning 2017 - In linea Junior: 67º
Zlín 2018 - In linea Junior: 11º
Trento 2021 - In linea Under-23: 23º
Anadia 2022 - In linea Under-23: vincitore
Drenthe 2023 - In linea Elite: 20º